# Paul Wyss (Künstler, 1875)
Paul Wyss (* 12. Dezember 1875 in Brienz; † 29. April 1952 in Bern) war ein Schweizer Maler, Zeichner, Grafiker und Kunstgewerbelehrer. Sein Lebensmotto war „Wirket, solange es Tag ist.“

## Leben
Sein Vater, Johann Wyss (1844–1887), Sekundarlehrer in Brienz, hatte sich in der Zeit der Hochblüte des Fremdenverkehrs auf das Anlegen von Herbarien mit Alpenblumen als Souvenirs spezialisiert. Der kleine Paul half beim Sammeln der Blumen und entwickelte dabei seine Freude und Beobachtungsgabe an den Pflanzen.
1885 wurde Vater Johann nach Langnau im Emmental in die Redaktion des Emmenthaler–Blattes berufen. Er musste dort seinen Vetter Gottlieb Bracher bei der handschriftlichen Verfassung der Adressen-Verzeichnisse unterstützen. Er legte überall dort, wo auf der Redaktion Not am Mann war, Hand an. Sein Sohn Paul, mittlerweile Sekundarschüler, half ihm dabei nach Kräften. Im Pfarrhaus lernte Paul den kunst- und kulturliebenden Pfarrer Ernst Müller und seine Familie kennen, was in ihm den Wunsch erweckte, Kunstmaler zu werden. Sein Vater aber warnte ihn vor diesem „Hungerberuf“.
So bildete sich Paul Wyss am Seminar Hofwil zum Primarlehrer aus und übernahm anschliessend die Mittelschule Ilfis in Langnau. Er unterrichtete die Langnauer Handwerksschüler im Zeichnen und Gestalten. Dazu bildete er sich weiter und schloss das Sekundarlehrer-Studium nach drei Semestern ab. Anschliessend besuchte er die Kunstgewerbeschule in Strassburg, wo er bei Professor Anton Seder (1850–1916), einem Wegbereiter des Jugendstils, gefördert wurde. Bald offerierte ihm dieser eine Assistenzstelle. Doch Paul Wyss konnte die Bedingung, Deutscher zu werden, nicht annehmen und zog es vor, wieder nach Bern zurückzukehren, wo er fortan als Zeichenlehrer wirkte. Nach seiner Rückkehr heiratete er die älteste Tochter Hanna Müller aus dem Langnauer Pfarrershaushalt. Diese schenkte ihm zwei Söhne. Nach ihrem frühen Tod im Jahr 1906 verheiratete er sich mit Rosa Jenzer (* 6. Dezember 1885; † 11. Januar 1974), die ihm einen dritten Sohn schenkte.
Das Kantonale Gewerbemuseum Bern (gegründet 1869) engagierte Paul Wyss bei seiner Rückkehr im Jahr 1900 als künstlerischen Berater für Kunstgewerbler und Kleinmeister. In Weiterbildungskursen förderte er die Töpfer von Heimberg, Steffisburg und Langnau, die Schnitzler in Brienz, die Spitzenklöpplerinnen im Lauterbrunnental, Kunstschlosser, Schreiner, Glasmaler und Grafiker. Er erweckte die Oberhasler Handweberei zu neuem Leben und erforschte die vielfältige Entwicklung der Berner Tracht, der er zu neuen Ehren verhalf und mit einer Sammlung von Illustrationen dokumentierte. Bei der Gründung der Bernischen Trachtenvereinigung unter dem Protektorat des Bernischen Heimatschutzes im Jahr 1929 finden wir Paul Wyss dementsprechend auch neben Frau Bühler-Hostettler im Trachtenausschuss. Für die Schweizerische Landesausstellung von 1914 schuf er eine Künstlerpostkarte. Vor allem für die Hafnereien Röthlisberger und Gerber in Langnau schuf er zahlreiche Motivvorlagen für die Bemalung der Geschirre.
Als Soldat blieb Paul Wyss Zeit seines Lebens seinem Emmentaler Bataillon 40 eng verbunden. Die Mobilmachung im Ersten Weltkrieg führte ihn mit dem Festungs-Infanteriebataillon 171 auf den Gotthard. Seine Eindrücke und Erlebnisse aus dieser Zeit hat er in verschiedenen Zeichnungen festgehalten, die auch gedruckt vorliegen (siehe Werke). Ausserdienstlich war er im Kreise der Militärschützen in Bern auch im Vorstand tätig (siehe Werke). Ehrenamtlich betätigte er sich während langer Jahre auch als Kirchgemeinderat der Heiliggeist-Gemeinde und im Rahmen der Gemeindekrankenpflege.
Im Jahr 1918 wurde Paul Wyss ans städtische Gymnasium Bern als Zeichenlehrer gewählt, wo er bis zu seiner Pensionierung unterrichtete. Neben seiner Lehrtätigkeit entstand im Berner Oberland und im Emmental auch ein umfangreiches künstlerisches Werk an Zeichnungen, Aquarellen und Ölbildern, die zum Teil im Alpenhornkalender und in Beilagen zum Emmenthaler-Blatt publiziert wurden. Dabei gehörten die humorvollen Bärenkarikaturen zu seinen Lieblingsmotiven.
Zu seinem 60. Geburtstag wurde Paul Wyss 1935 mit einer Gedächtnisausstellung im Gewerbemuseum in Bern geehrt (verschiedene Zeitungsberichte).
Nachdem er bereits im Zusammenhang mit den bernischen Trachten begonnen hatte, kleine ovale Anhänger aus Porzellan und Steingut mit Aufglasurmalerei zu verzieren, schuf er in seinen letzten Lebensjahren drei grosse Ess-Service mit Aufglasurmalereien: Service mit Motiven aus dem Gadmental, wo er seit 1914 auf der Oberen Schaftelen Teile eines Bauernhauses als Sommerfrische besass; Service mit Bärenmotiven (heute im Golfhotel Saanemöser) und eines mit Gemüse und Blumen für eine Schwägerin. Alle diese Service sind auf Langenthaler Porzellan der Produktionsjahre 1942–1951 gemalt und zeigen die besondere Befähigung die der Maler Paul Wyss auch in der Porzellanmalerei besass.
Am 29. April 1952 verstarb Paul Wyss in Bern.

## Werke, illustrierte Bücher und Veröffentlichungen
Als Künstler entwarf Paul Wyss Plakate, Vereinsfahnen, Urkunden und vielerlei Illustrationen für Bücher und eigene Publikationen. Besondere Beispiele sind die Illustrationen für die Werke seiner Schwägerin, der bedeutenden Heimatschriftstellerin Elisabeth Müller (1885–1977).
- Konfirmationsscheine in 3 Bildern gemalt von Paul Wyss. In Farbendruck ausgeführt durch die Lithographie Steiger & Benteli in Bern. Mit 100 Gedenksprüchen ausgewählt von E[rnst] Müller, Pfarrer in Langnau. Bern 1903
- Paul, Wyss, Aus der Kriegsmobilmachung des Fest. Inf. Bat 171, 1914–1915. Bern 1915
- Elisabeth Müller, Vreneli. Eine Geschichte für Kinder und alle, welche sich mit ihnen freuen können, mit Bildern von Paul Wyss. Bern 1916
- Elisabeth Müller, Vreneli. Une histoire pour les enfants et pour ceux qui les aiment, avec six illustrations dans le texte de Paul Wyss et une couverture illustrée de Charles Perrot; éd. française par Marti-Maerky. Genève 1916
- Elisabeth Müller, Theresli. Eine Geschichte für Kinder und alle, welche sich mit ihnen freuen können, mit Bildern von Paul Wyss. Bern 1919
- Elisabeth Müller, Christeli. Eine Geschichte für Kinder und alle, welche sich mit ihnen freuen können, mit Bildern von Paul Wyss. Bern 1920
- Elisabeth Müller, Resli. Une histoire pour les enfants et pour ceux qui les aiment, avec 5 illustrations de Paul Wyss. Genève 1920
- Jakob Bürki, Vettergöttis Wiener Reis 1920, Buchschmuck von Paul Wyss. Langnau 1922
- Michels Brautschau. Berndeutsches Lustspiel in 5 Aufzügen. Nach Gotthelfs-Erzählung, mit Titelbild von Paul Wyss. Aarau 1926
- Alkoholgegnerverlag (Hrsg.), Damals, Illustrationen von Paul Wyss. Lausanne 1931
- Berner Trachten 1935. Genehmigt von der kantonal-bernischen Trachtenvereinigung nach Original-Aquarellen von Kunstmaler Paul Wyss. Langnau 1936
- Walter Schmid, Bern. Land und Leute zwischen Finsteraarhorn und Doubs, Umschlag von Paul Wyss. Bern 1936
- Chläus, das Findelkind. Eine Erzählung aus dem Schweizer Volksleben, Umschlagzeichnung von Paul Wyss. Langnau 1938
- Jakob Bürki, A der Heiteri. No nes paar Gschichtli vom Vettergötti, Umschlagzeichnung von Paul Wyss. Langnau 1937
- Roland Bürki, Gedanke vom Vettergötti Jakob Bürki, Umschlagzeichnung von Paul Wyss. Langnau 1941
- Gottfried Roth, Es Hämpfeli Vergissmeinnicht us mim Chindergärtli. Zu me-ne Strüssli zämebunge vom Gottfried Roth für sini Ching und was witer nachechunnt und öppe no für die, wo a settigem Freud hei. [Lebenserinnerungen,] 1874–1884. D'Zeichnige si vom Chunschtmaler Paul Wyss z'Bärn. Bern 1942
- Paul Wyss, 75 Jahre Militärschützengesellschaft der Stadt Bern, 1868–1943, mit Zeichnungen. Bern 1943
- Fritz Wanzenried, Paul Wyss, Trachten des Kantons Bern. Kantonal-bernische Trachtenvereinigung. Langnau 1944.
- Gottfried Salzmann, Der Ramisbodepuur u syni Chnachte, mit Titelbild von Paul Wyss. Kehrsatz 1944
- Gottfried Roth, Es Hämpfeli Vergissmeinnicht. Zu mene Strüssli zämebunge. D'Zeichnige [im Text und uf em Umschlag] si vom Chunschtmaler Paul Wyss z'Bärn. Bern 1945

Besonders hervorzuheben ist das Werk:
- Paul Wyss, Arbeit in der Heimat. Volkskundliche Bilder mit erläuternden Texten. Erlenbach-Zürich 1934

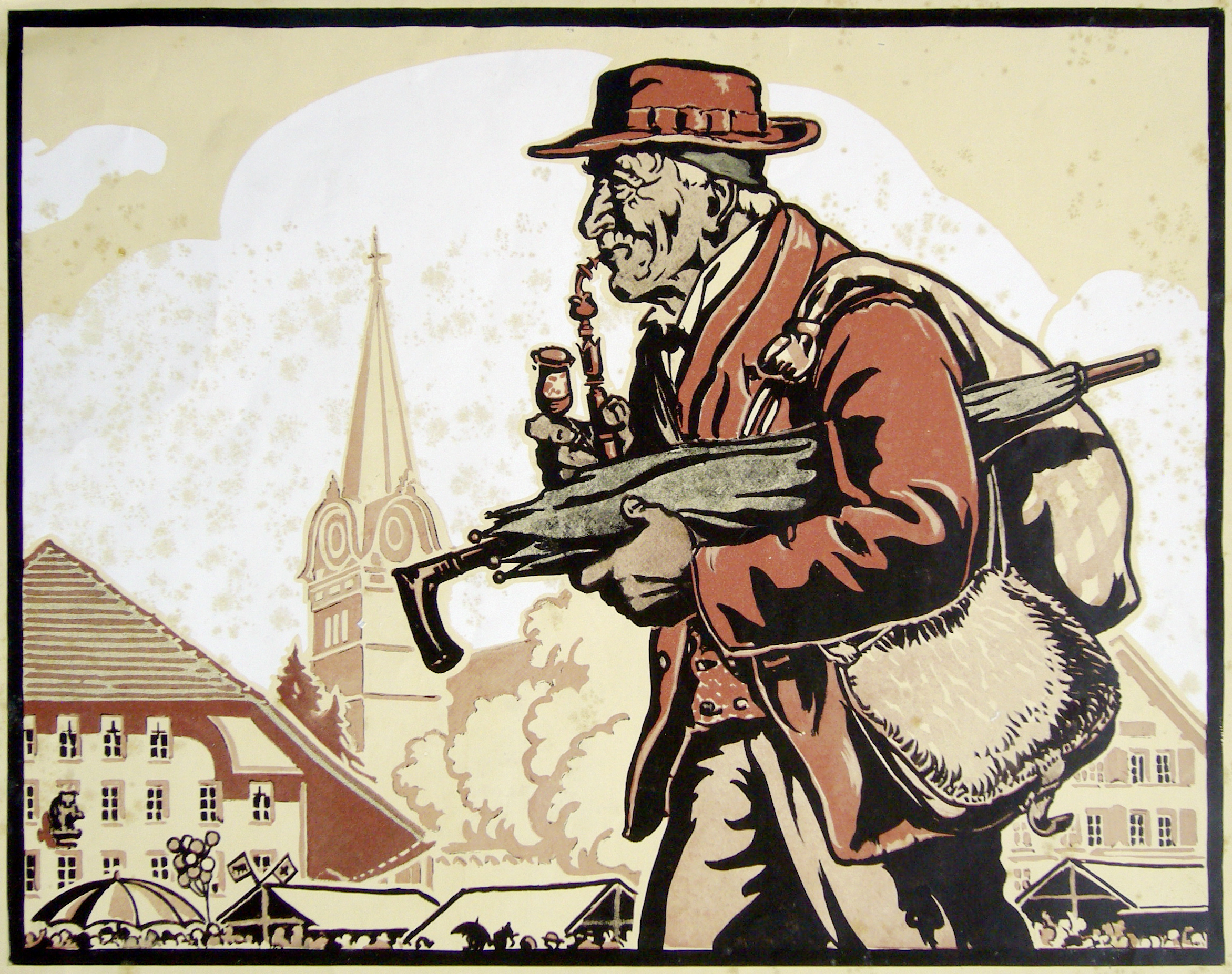
Plakatentwurf für den Langnauer Markt, Farbdruck
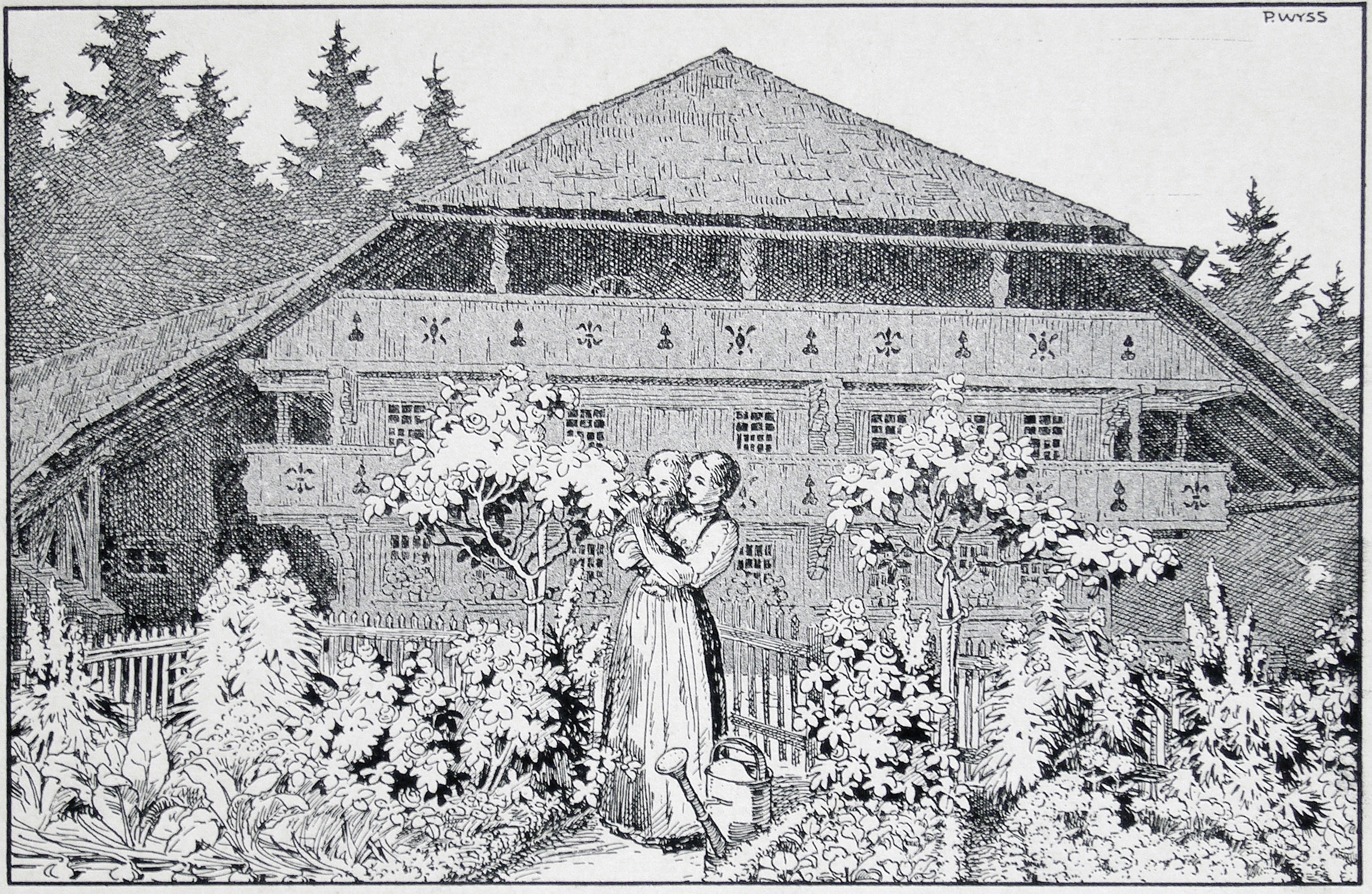
Bauernhof im Emmental, Federzeichnung
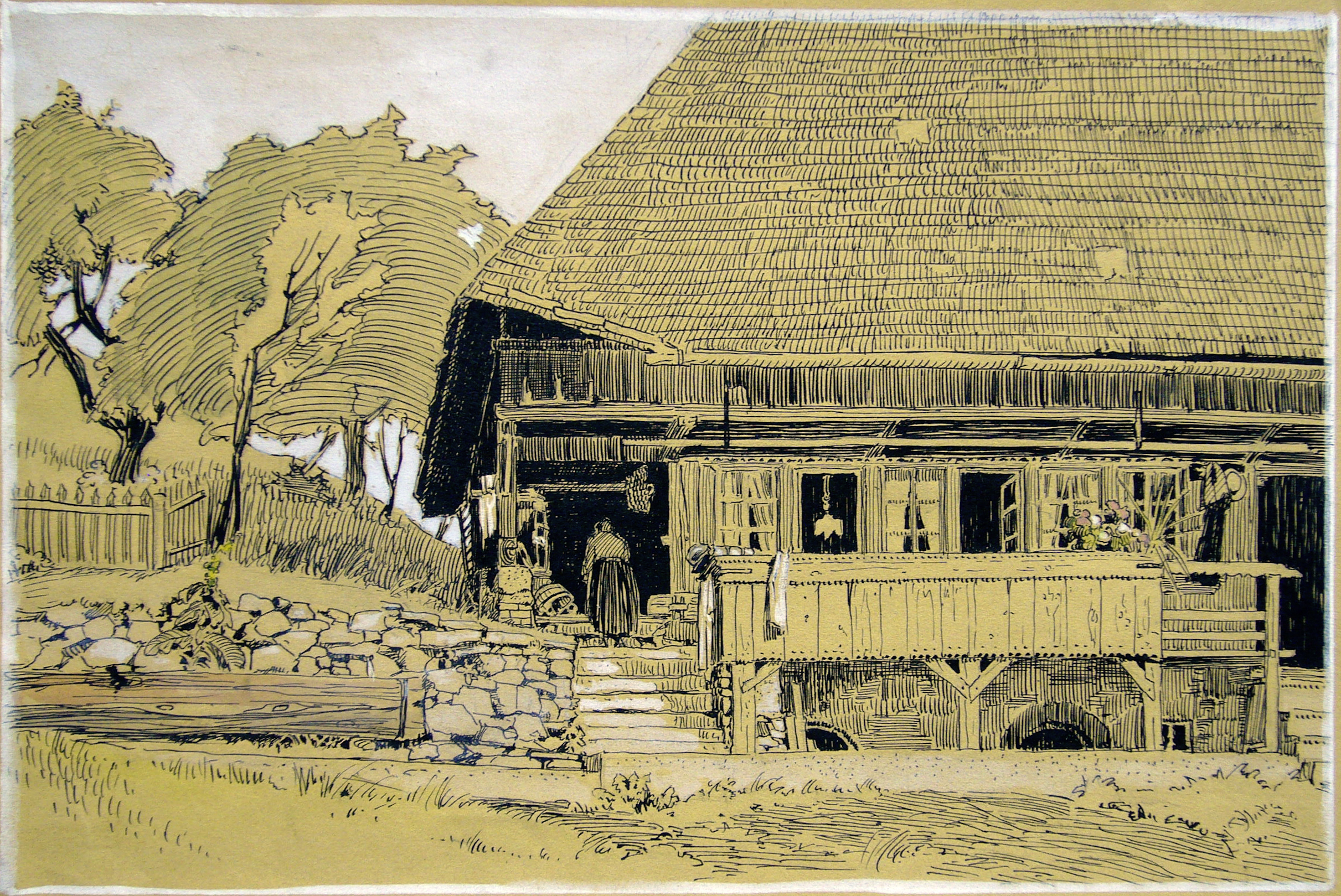
Bauernhof im Emmental, Illustration für ein Kinderbuch
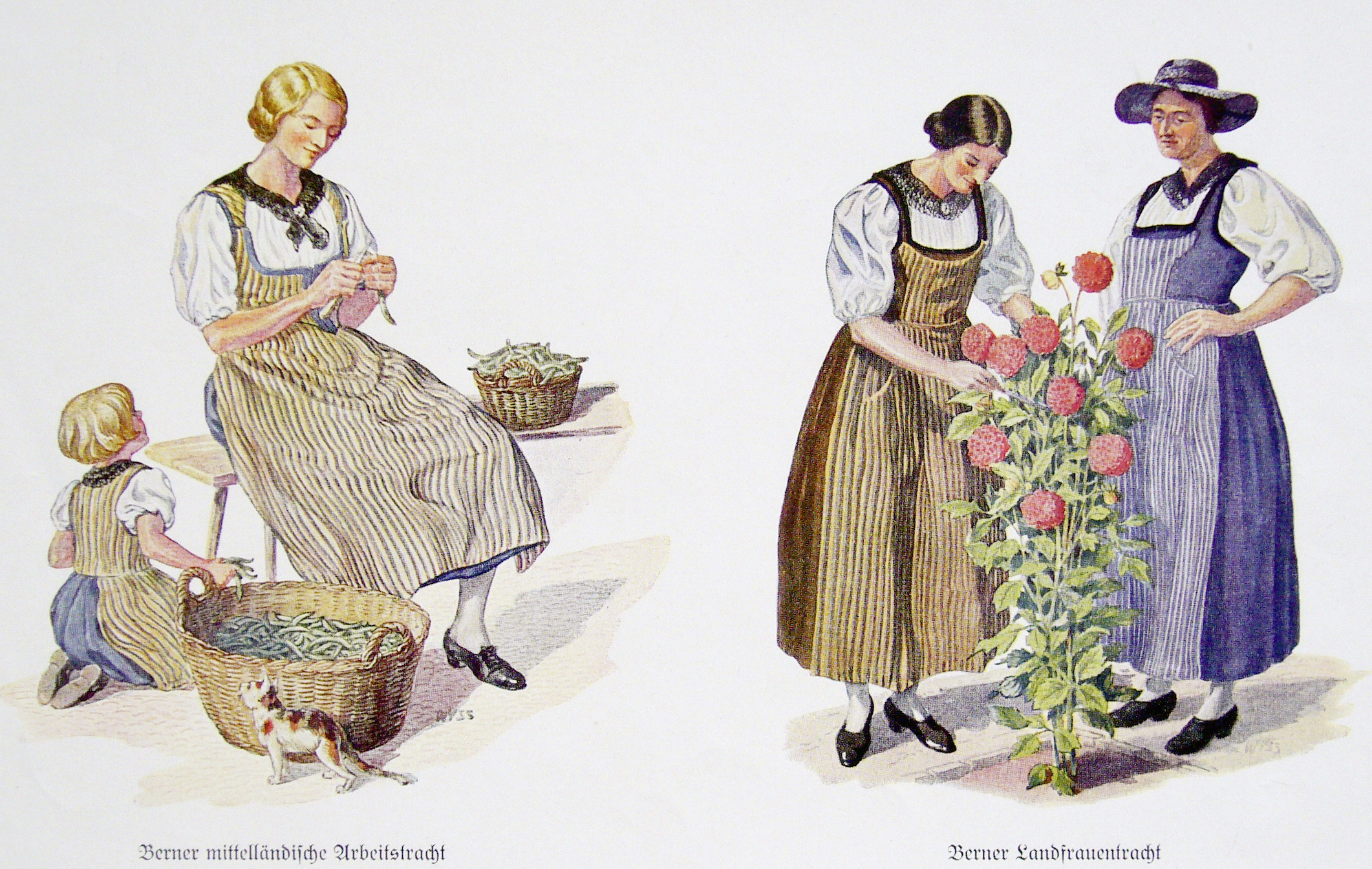
Trachten aus dem Bernbiet 1935
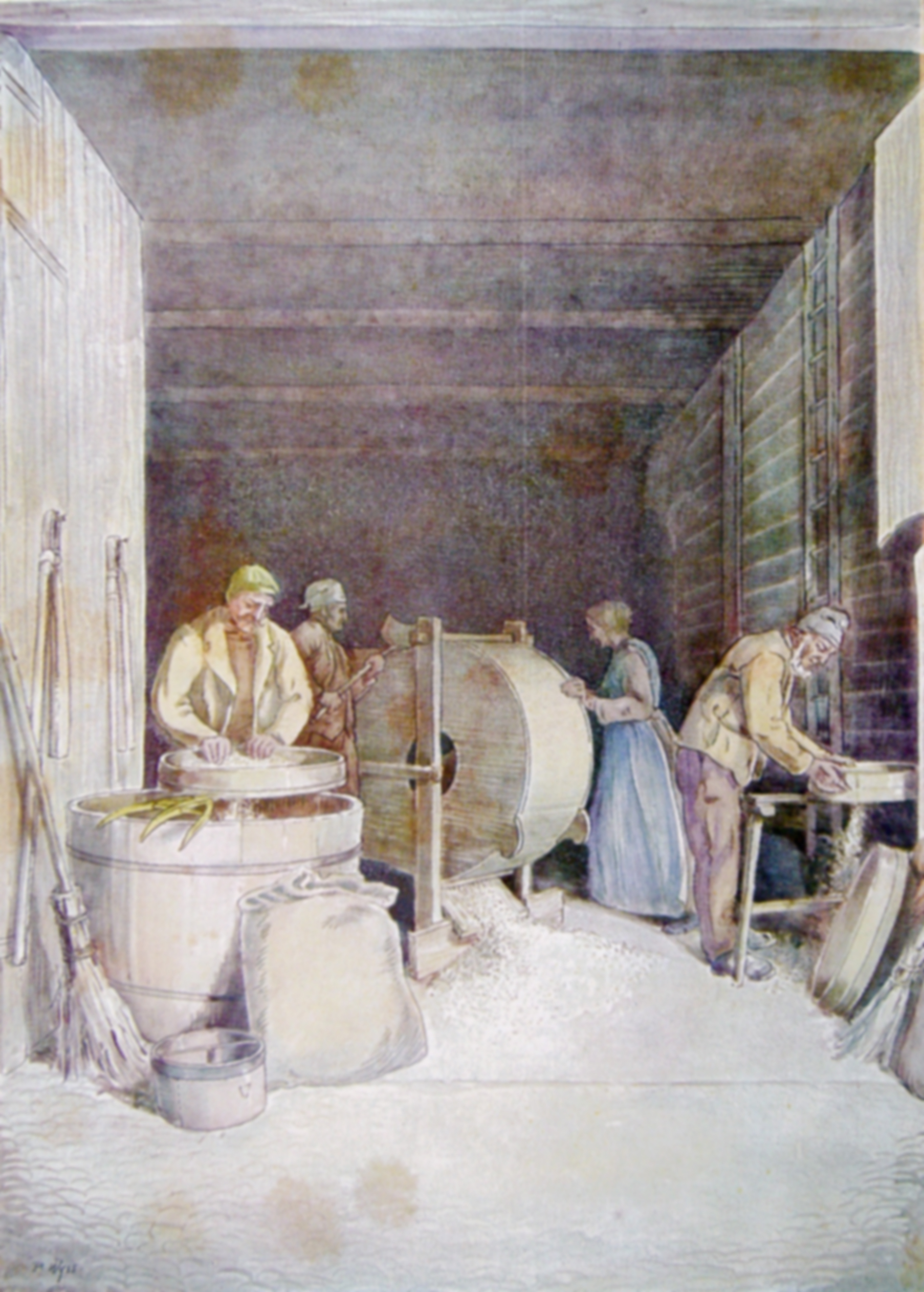
Röndlen (Korn reinigen), Illustration aus „Arbeit in der Heimat“
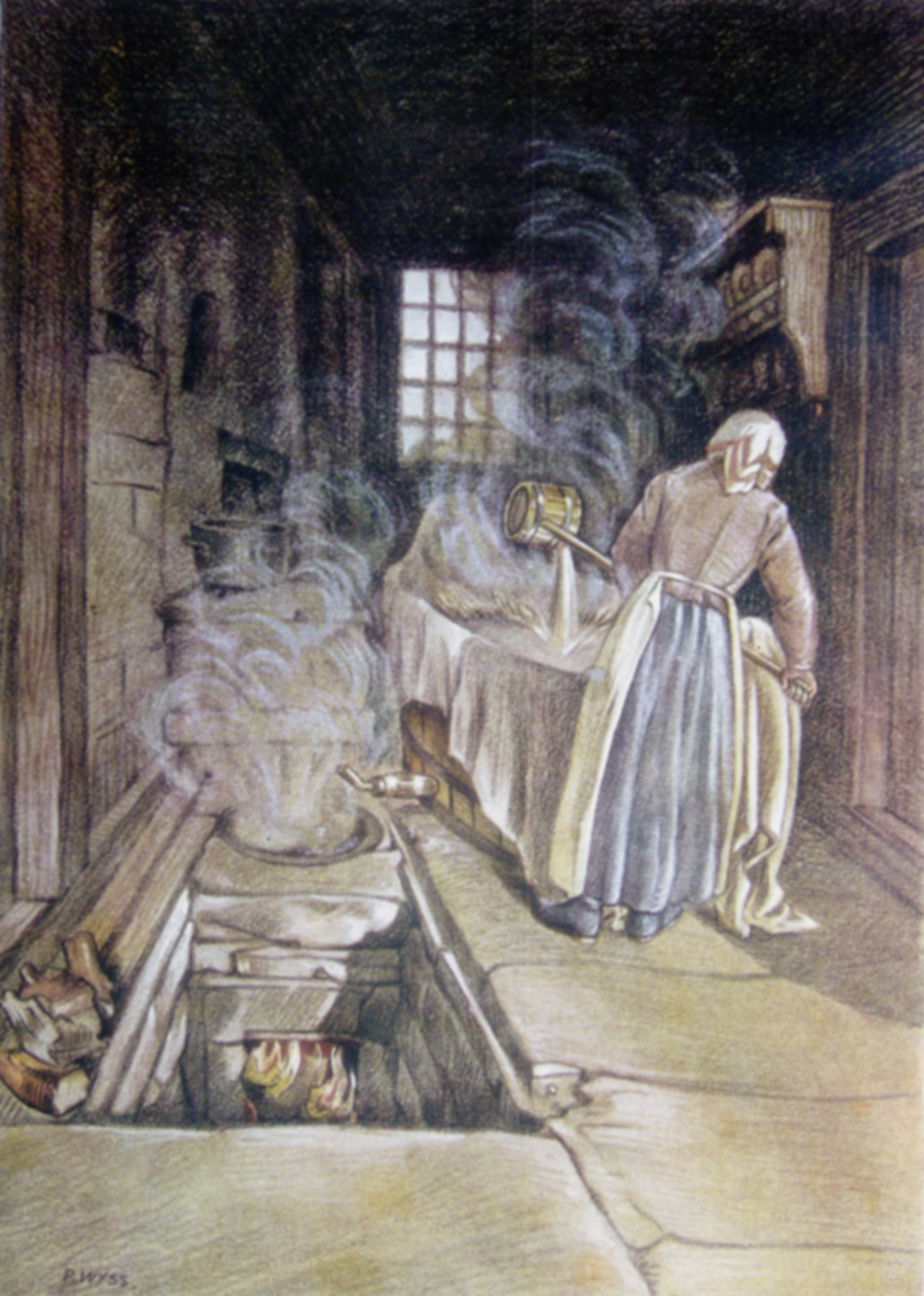
Waschtag, Illustration aus „Arbeit in der Heimat“
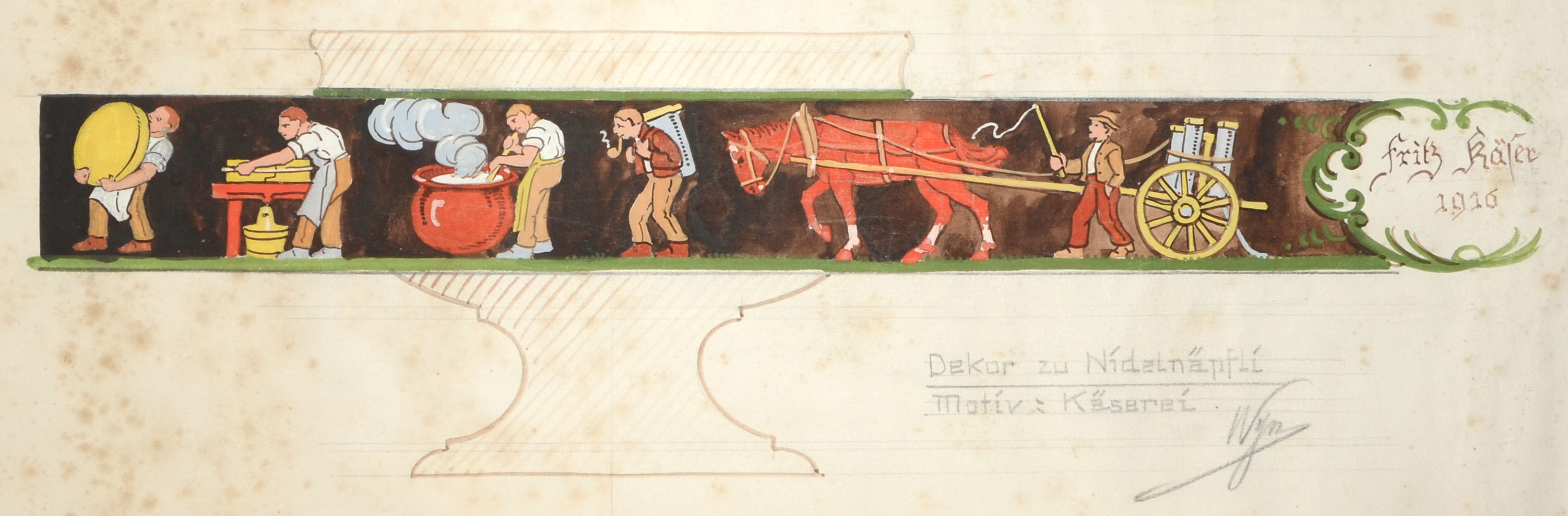
Entwurf für einen Nidlenapf der Hafnerei Röthlisberger in Langnau
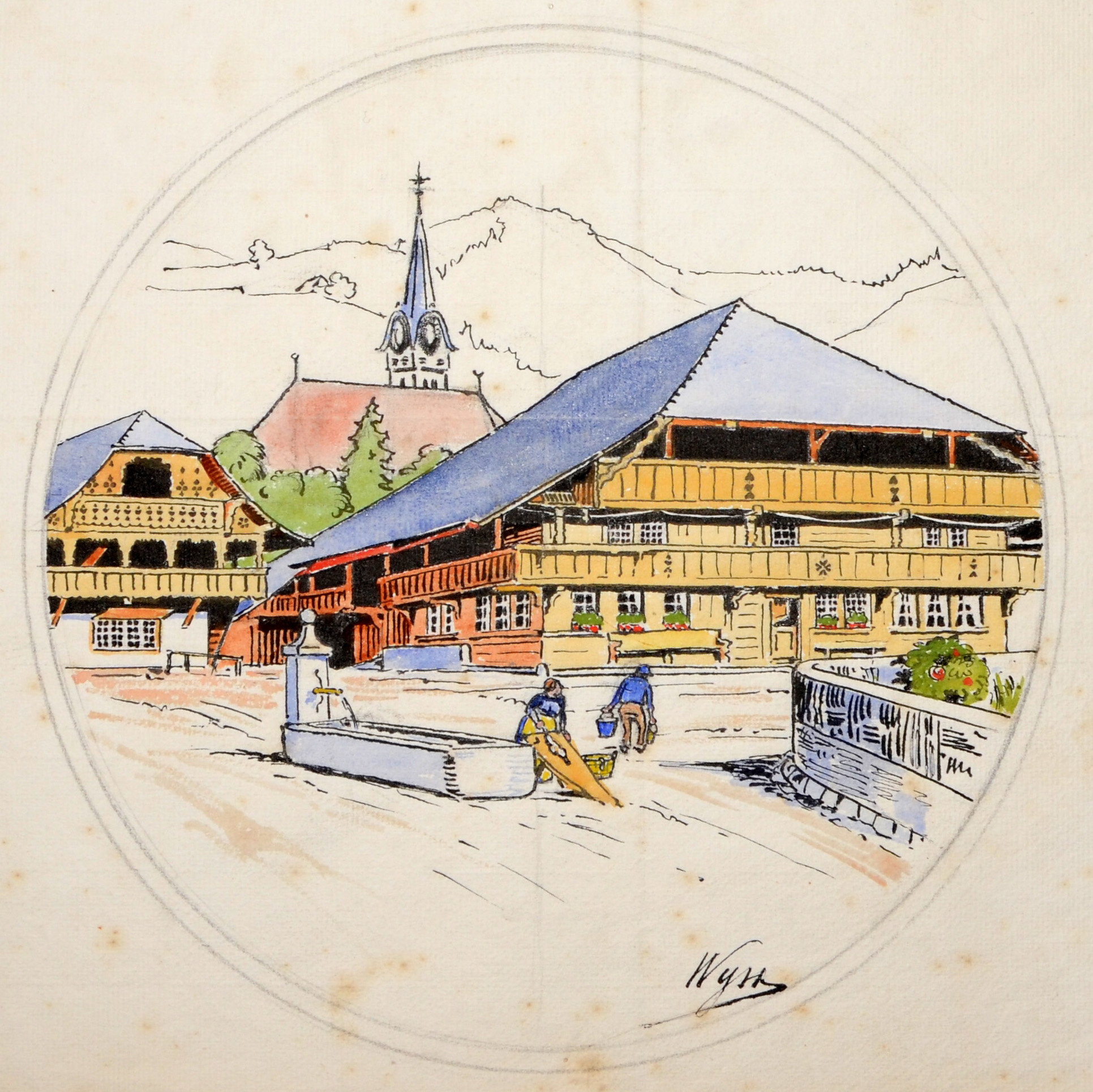
Entwurf für einen Tellerdekor der Hafnerei Röthlisberger in Langnau
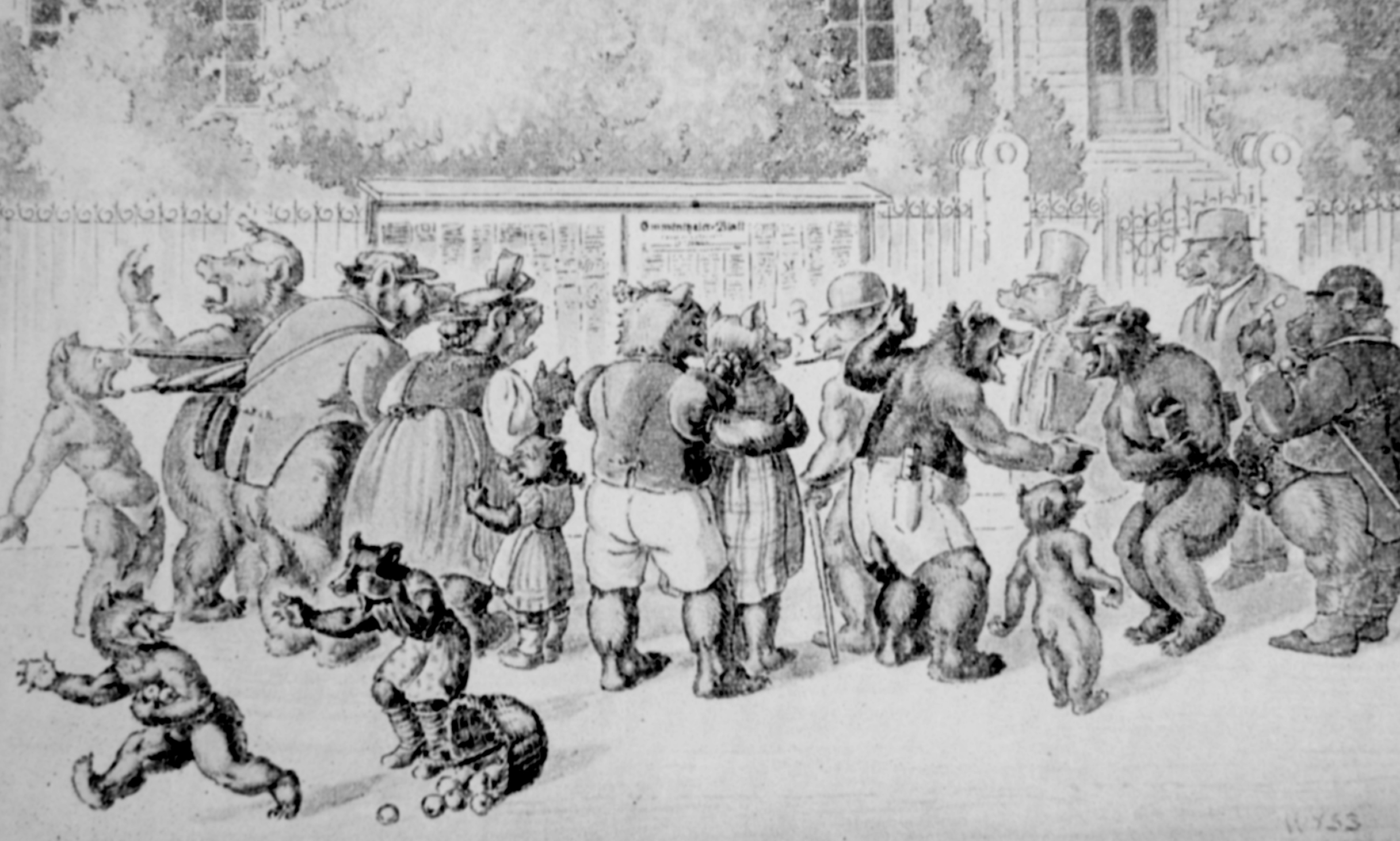
Bärencartoon
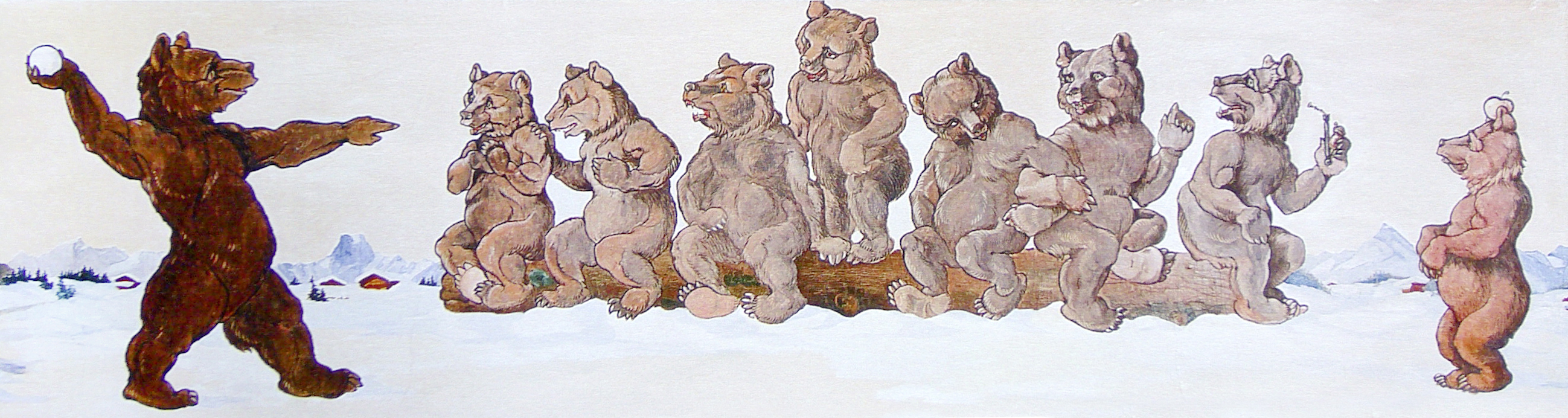
Bärencartoon, Wandmalerei des Jahres 1922 (Ausschnitt)aus dem ehemaligen Sporthotel, heute Golfhotel Saanemöser.
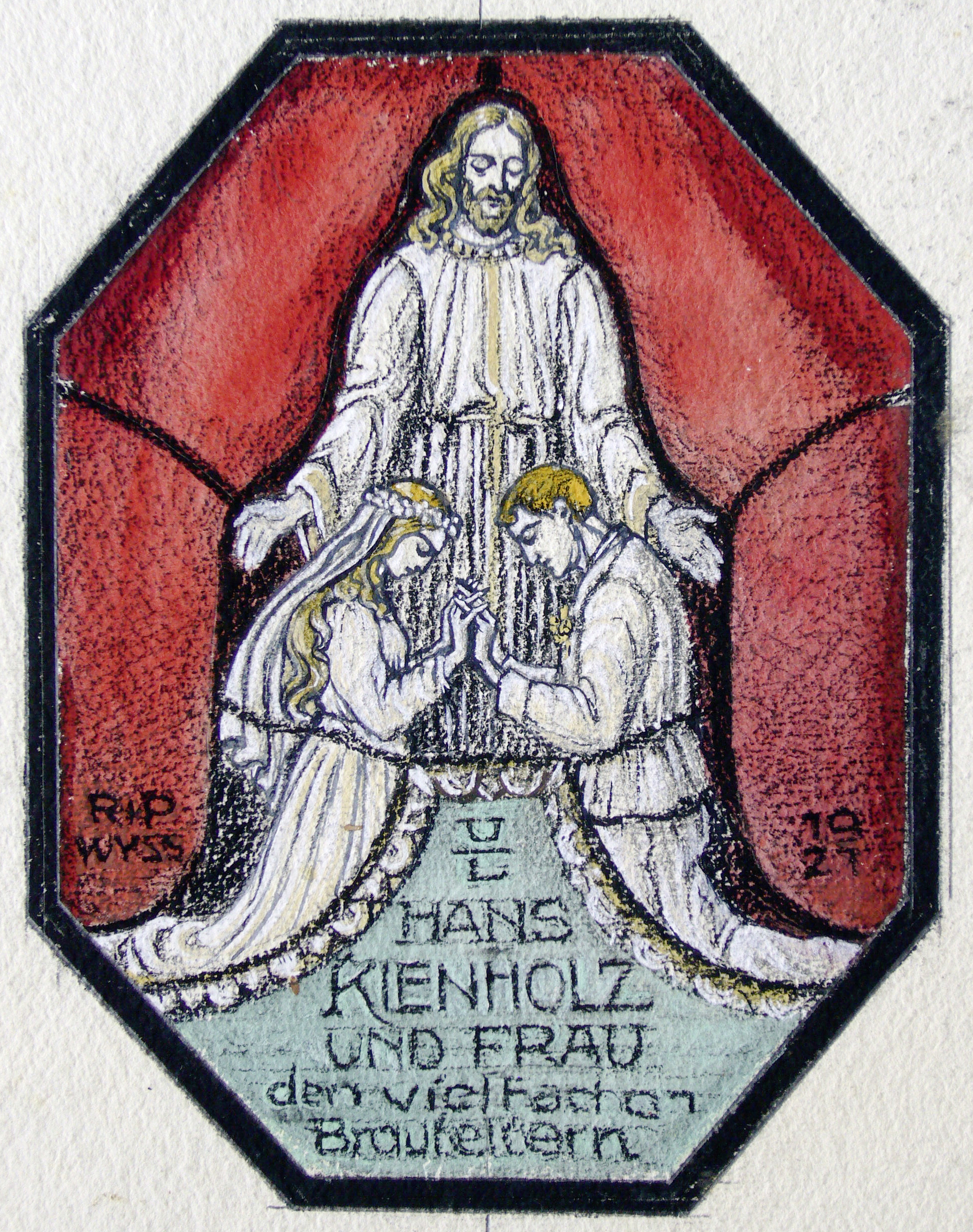
Entwurf zu einer Glasscheibe
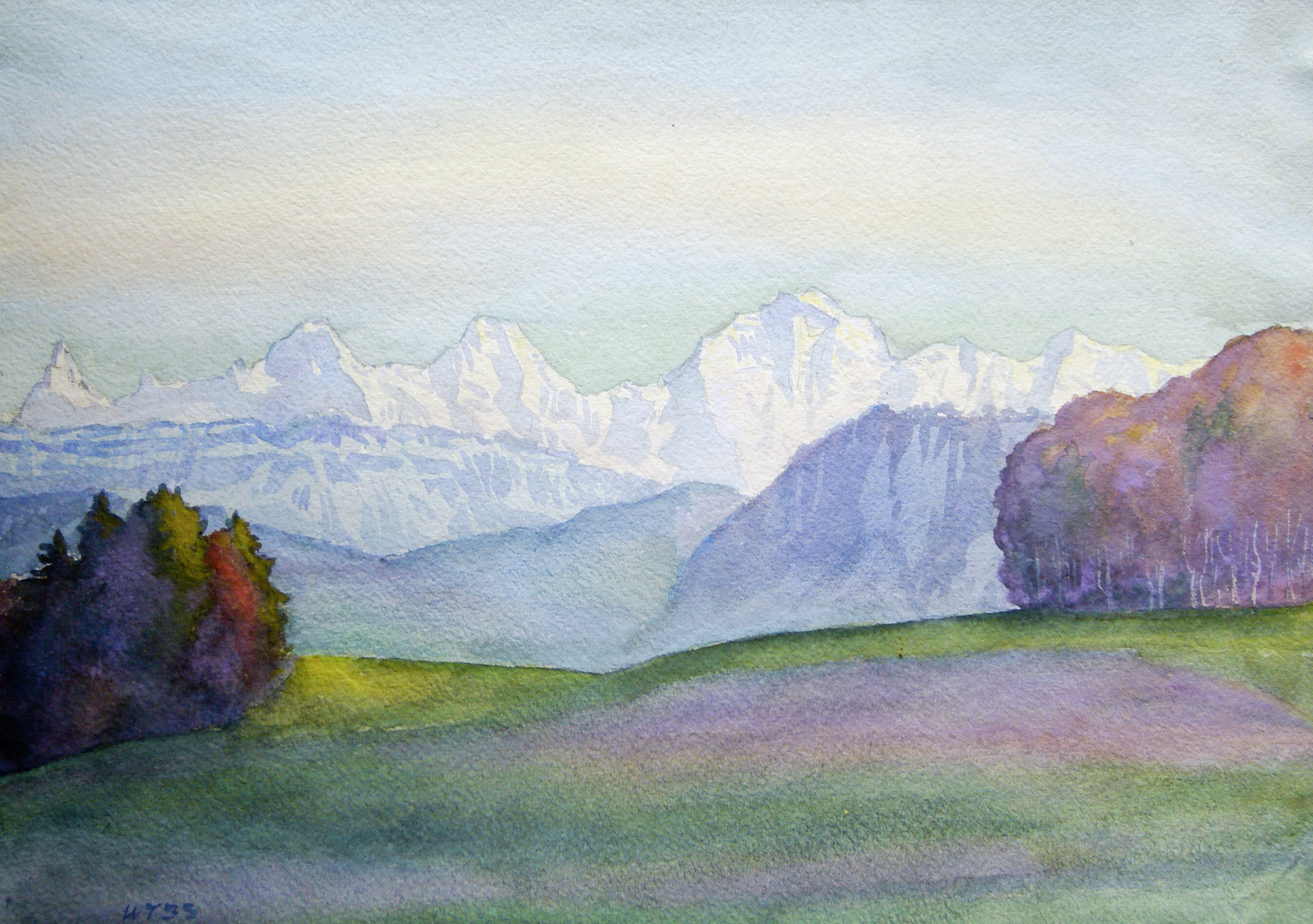
Berner Alpen, Aquarell
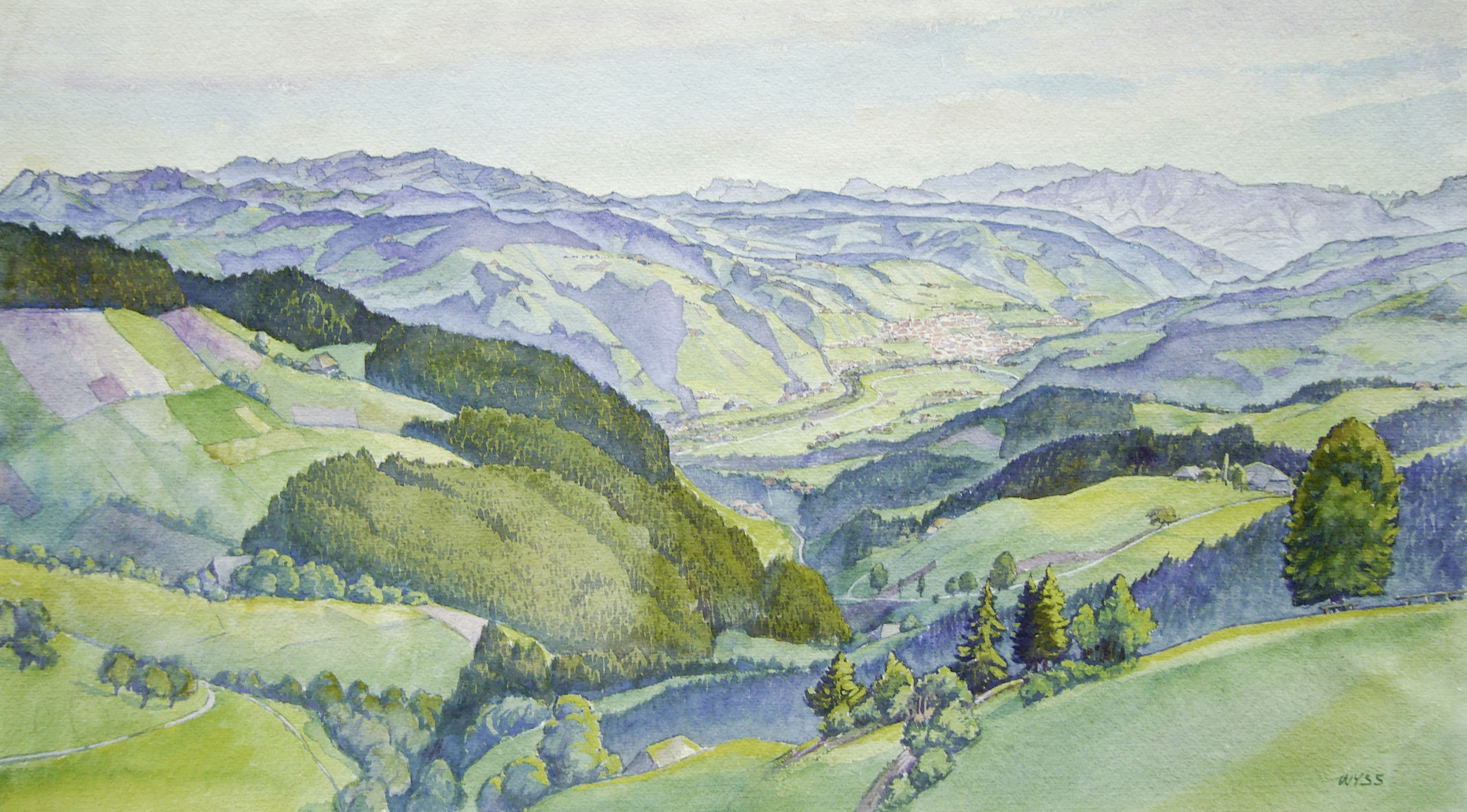
Landschaft im Emmental, Aquarell
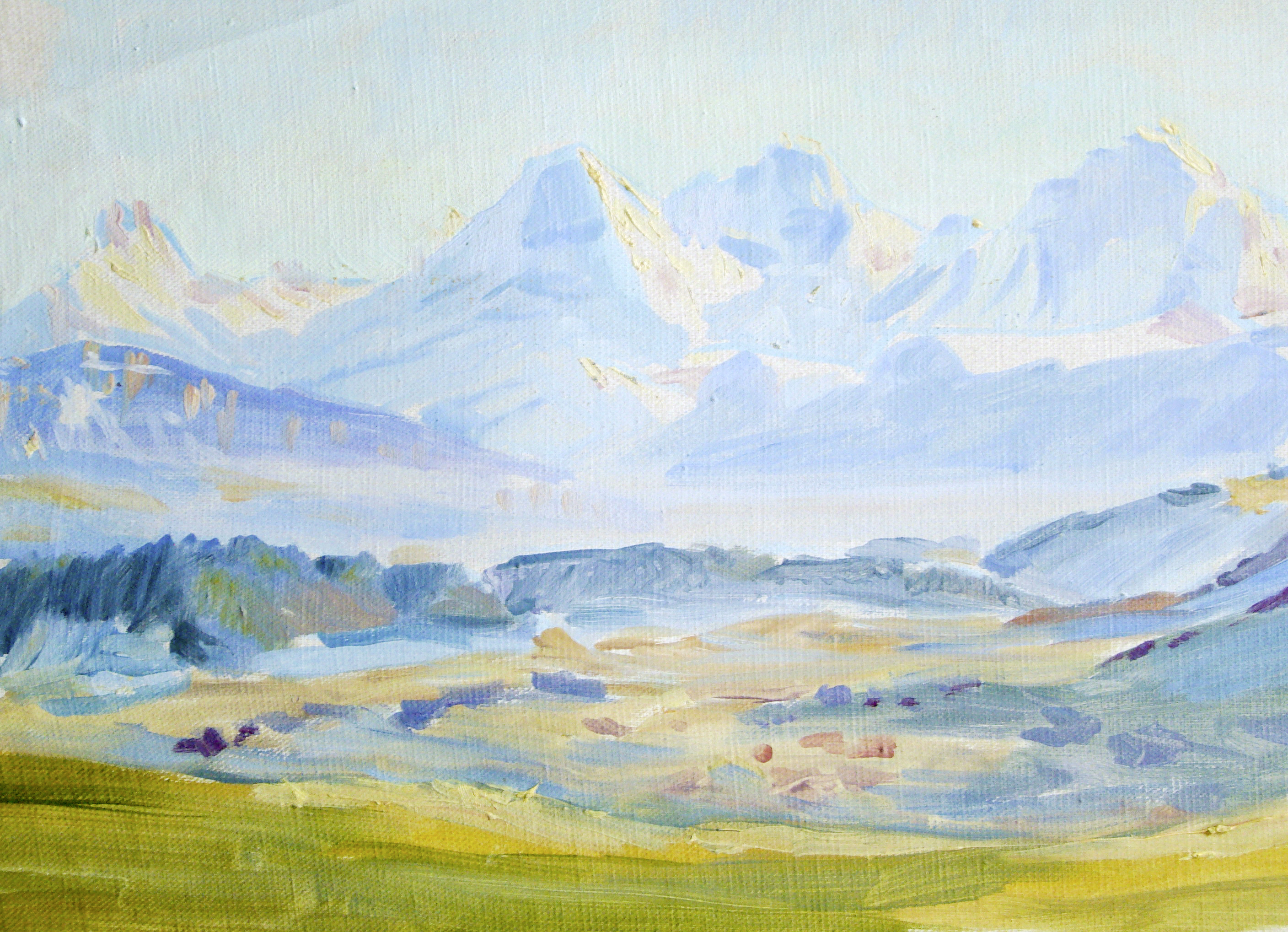
Berner Alpen, Aquarell
Plakat für das Emmentalische Schwingfest, 1951